# Пам'ятне (Білозерський район)
Па́м'ятне (рос. Памятное) — село у складі Білозерського району Курганської області, Росія. Адміністративний центр Пам'ятинської сільської ради.
Населення — 619 осіб (2010, 711 у 2002).